# Quer Dançar
"Quer Dançar" (estilizado em caixa alta) é uma canção da cantora brasileira Priscilla, gravada para seu sétimo álbum de estúdio Priscilla. Conta com participação do grupo Bonde do Tigrão. A canção foi lançada para download digital e streaming através da Sony Music Brasil em 9 de novembro de 2023.

## Lançamento e promoção
A divulgação do single começou com a cantora fazendo um longo desabafo pelas redes sociais onde revelou a mudança do nome artístico e chegada de um novo momento em sua carreira. Depois de 18 anos, a cantora decidiu deixar o sobrenome para trás, junto de lembranças dolorosas, e seguir apenas como Priscilla. Em suas redes sociais, ela desabafou sobre a decisão e explicou o que a mudança significa para a sua carreira. O novo nome chega em um momento oportuno: Priscilla estava prestes a lançar o seu novo álbum. Por isso, o anúncio da mudança chegou com três datas, divididas como três capítulos para a divulgação do single. "Quer Dançar" foi lançada para download digital e streaming em 9 de novembro de 2023.

## Apresentações ao vivo
Priscilla apresentou "Quer Dançar" pela primeira vez em 11 de novembro de 2023 no Teleton. Em 17 de novembro, Priscilla performou a canção no Encontro com Patrícia Poeta. Em 6 de janeiro de 2024, Priscilla performou a canção no Caldeirão com Mion. Em 15 de junho de 2024, Priscilla performou a canção no Sabadou com Virginia.

## Faixas e formatos
| Download digital / streaming |               |         |  |
| N.º                          | Título        | Duração |  |
| 1.                           | "Quer Dançar" | 2:10    |  |

| Download digital / streaming |               |         |  |
| N.º                          | Título        | Duração |  |
| 1.                           | "Quer Dançar" | 2:10    |  |
| 2.                           | "Fã Incubado" | 2:19    |  |

## Desempenho comercial
A faixa alcançando a posição #84 no Top 100 Brasil do Spotify.

### Tabelas semanais
| Tabela musical (2023) | Melhor posição |
| --------------------- | -------------- |
| Brasil (Top 100)      | 84             |

## Histórico de lançamento
| Região | Data                  | Formato(s)                 | Gravadora(s)      | Ref.  |
| ------ | --------------------- | -------------------------- | ----------------- | ----- |
| Várias | 9 de novembro de 2023 | Download digital streaming | Sony Music Brasil | [ 6 ] |